# Nuno Valente
Nuno Jorge Pereira Silva Valente OIH (Lisboa, 12 de Setembro de 1974) é um técnico e ex-futebolista português que atuava como lateral-esquerdo.

## Carreira
Fez parte da Selecção Portuguesa presente no Euro 2004 e no Mundial de 2006. Tem também sido convocado com regularidade, depois do Mundial da Alemanha, para a fase de qualificação do Euro 2008, que se vai disputar na Áustria e Suíça.
Jogou no Sporting Clube de Portugal, onde se formou como profissional de futebol, no Marítimo e no Leiria, onde foi treinado por José Mourinho.
Quando Mourinho se mudou para o Futebol Clube do Porto levou consigo Nuno Valente, tendo o defesa esquerdo sido um esteio da defensiva portista ao longo dos anos recentes de maior sucesso do clube de Jorge Nuno Pinto da Costa.
Foi no Futebol Clube do Porto que Nuno Valente conquistou dois Campeonatos da Superliga (2002/2003 e 2003/2004), uma Taça de Portugal (2002/2003), duas Supertaças Portuguesas (2002/2003 e 2003/2004), uma Taça UEFA (2002/2003), uma Liga dos Campeões da UEFA (2003/2004) e uma Taça Intercontinental (2004).
A 5 de Julho de 2004 foi feito Oficial da Ordem do Infante D. Henrique.
A época de 2004/2005 foi difícil para Nuno Valente. Muitas lesões e três treinadores no Futebol Clube do Porto fizeram desse ano um dos piores da carreira do jogador.
Com a contratação de Co Adriaanse (2005/2006), Nuno Valente acabou por ser afastado da equipa, tendo sido comentado na altura que, não por opção do treinador, mas por causa do diferendo entre a Selecção Nacional e o Futebol Clube do Porto.
Não demorou muito até que fosse transferido para a cidade dos Beatles, para Liverpool, para actuar no Everton, onde foi utilizado com regularidade e elogiado pela crítica e adeptos.
No final da época 2008/2009 foi pouco usado, e rescindo amigavelmente o contrato com o clube inglês, tendo assim decido no final dessa época terminar a sua carreira como futebolista profissional de futebol.

## Títulos
- Primeira liga (2): 2002/2003, 2003/2004
- Taça de Portugal (1): 2003
- Supertaça Cândido de Oliveira (2): 2004, 2005
- Liga Europa da UEFA (1): 2002/2003
- Liga dos Campeões da UEFA (1): 2003/2004
- Taça Intercontinental (1): 2004